# Hippios (Sohn des Eurynomos)
Hippios ist eine Gestalt der griechischen Mythologie. Auf Grund seiner Abstammung und der geographischen Verortung gehört er möglicherweise zum sagenhaften Volksstamm der Lapithen. Einzige Quelle ist der sonst unbekannte hellenistische Mythograph Peisandros, zitiert in den Scholien zu den Phönikerinnen des Euripides.

## Name
Der Name kommt vom griechischen Ἳππιος, Híppios, lateinisch und deutsch mit derselben Betonung auch Híppius. Es handelt sich um ein Adjektiv, abgeleitet von ἳππος, híppos, Pferd, mit der Bedeutung vom Pferde, zum Pferd gehörig, substantiviert ist er dann der Pferdemann oder der Rossige. Der Name passt gut zu einem Lapithen, denn „der Mythos hat die Lapithen ... zu einem Geschlecht von riesenhaften Helden der Vorzeit gestaltet, von denen zahlreiche thessalische Adelsgeschlechter ihren Stammbaum ableiteten.“ Sein rossiger Name verspricht große Taten, überliefert wird aber nur sein Tod.

## Mythos
Er ist der Sohn des Eurynomos, seine Mutter bleibt unbekannt. Er hat eine Schwester, Orsinome, die durch Heirat mit dem König der Lapithen, Lapithes, in die höchsten Kreise des Adels aufsteigt. Hippios bleibt jeglicher Erfolg versagt, er geht unbekannterweise nach Theben und wird von der Sphinx getötet. Das ist alles, was von ihm überliefert wird, er ist mit seinem Namen eine kleine familiäre Ergänzung zum Vater und zur Schwester.